# Clematis intraglabra
Clematis intraglabra är en ranunkelväxtart som beskrevs av Wen Tsai Wang. Clematis intraglabra ingår i släktet klematisar, och familjen ranunkelväxter. Inga underarter finns listade i Catalogue of Life.